# Lembur Timur
Lembur Timur is een bestuurslaag in het regentschap Alor van de provincie Oost-Nusa Tenggara, Indonesië. Lembur Timur telt 971 inwoners (volkstelling 2010).